# Mercedes-Benz O407
Mercedes-Benz O407 – autobus podmiejski, produkowany przez niemiecką firmę Mercedes-Benz w latach 1987–2001. Aktualnie w Polsce jest wykorzystywany m.in. przez PKS Gdynia.
Autobus średniopodłogowy, podmiejski. Posiadał silnik o mocy 240 KM. Produkowano też wersję przegubową o oznaczeniu O407G.

## Galeria

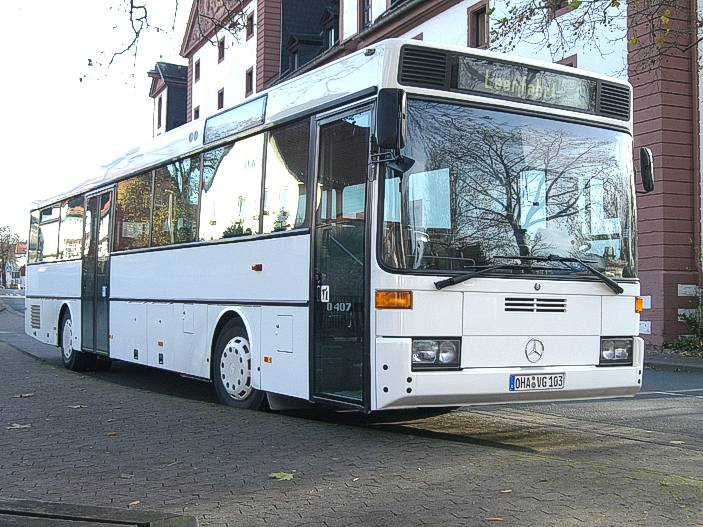
Mercedes-Benz O407 z ostatniego okresu produkcyjnego. Oznaczenie modelu jest już na drzwiach, a nie samodzielne, nabijane na czarnym tle
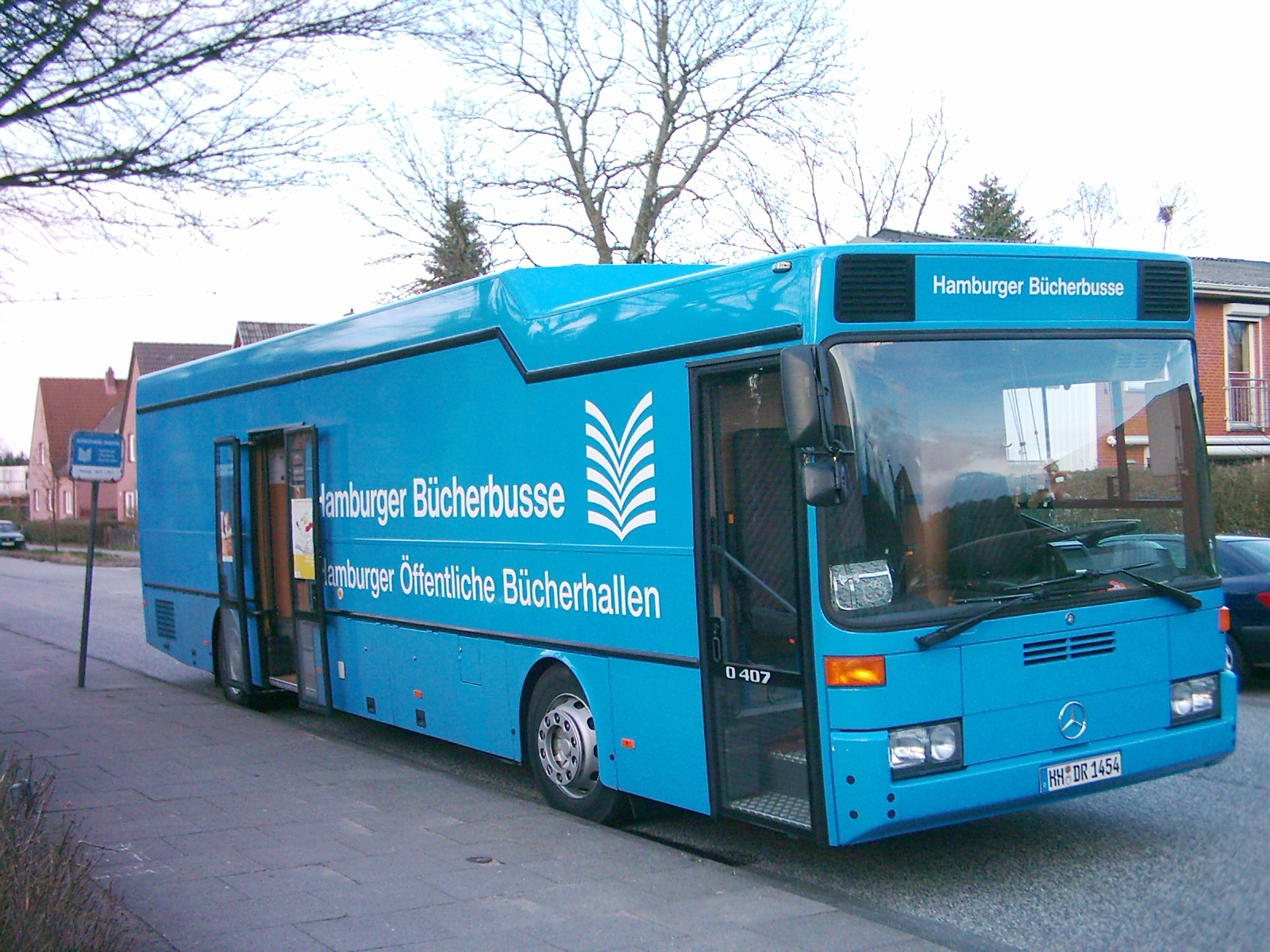
Mercedes-Benz O407 jako Hamburger Bücherbus w Hamburgu
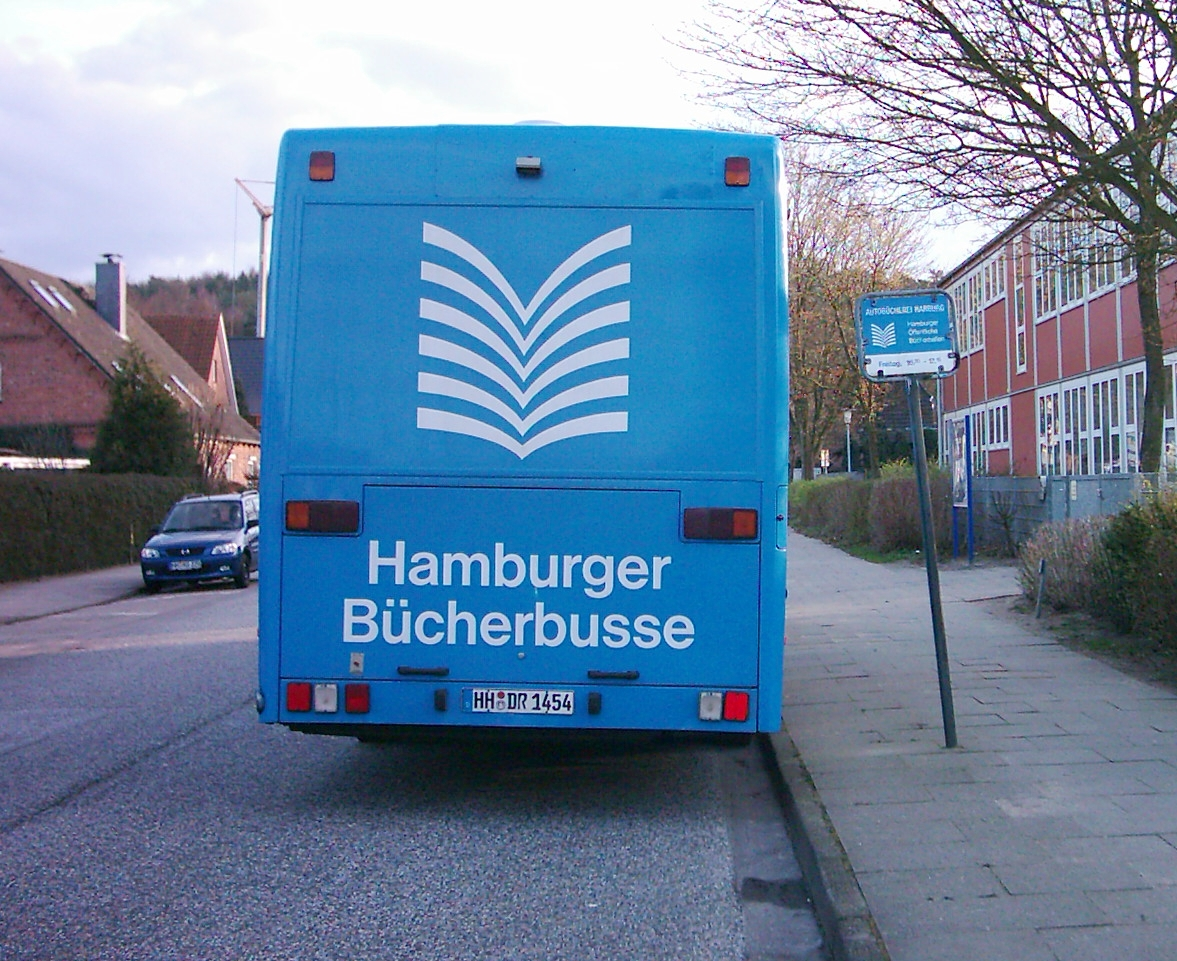
Tył Mercedesa O407
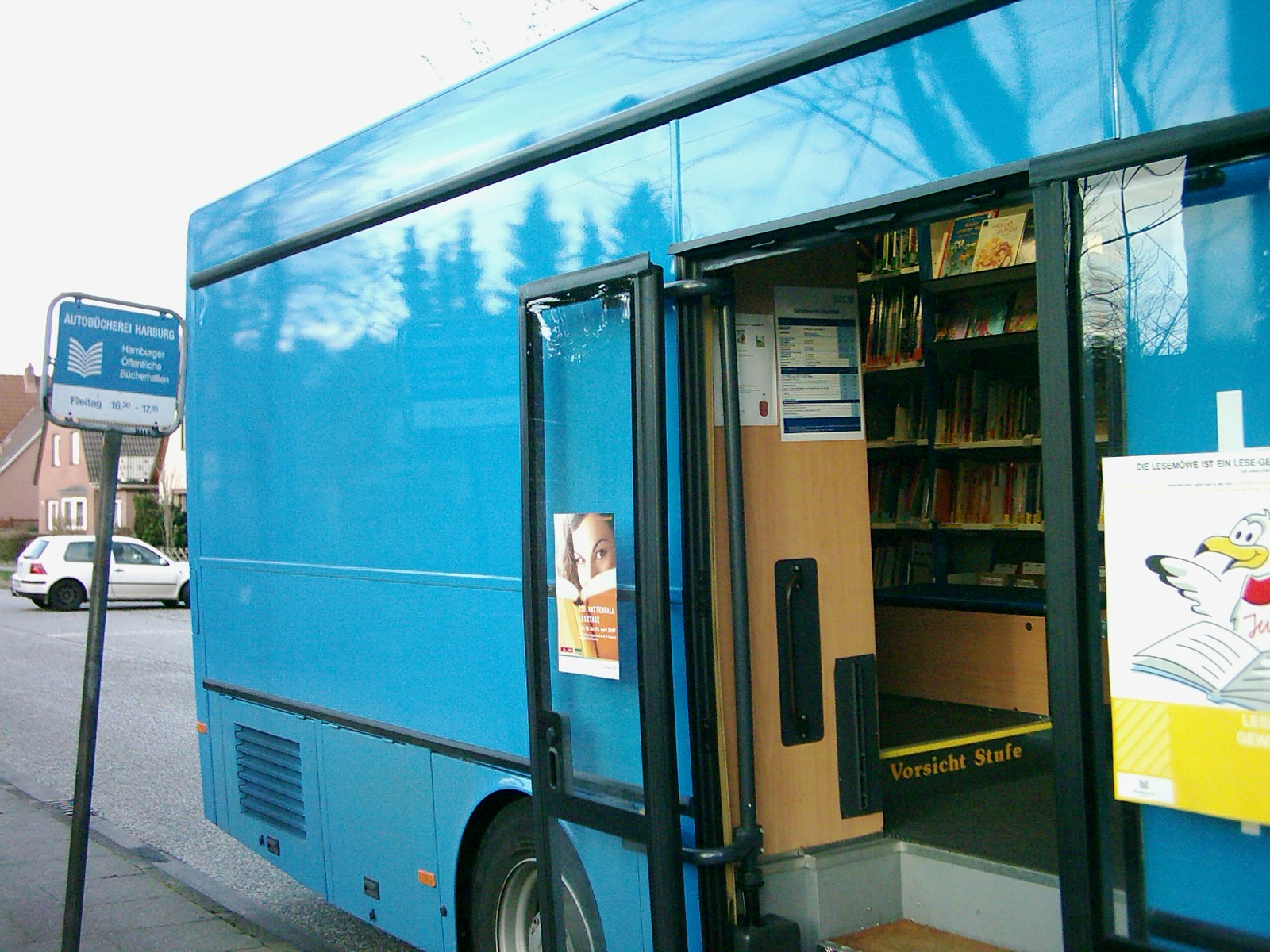
Drzwi w Mercedesie O407